# Epiphellia browni
Epiphellia browni is een zeeanemonensoort uit de familie Isophelliidae.
Epiphellia browni is voor het eerst wetenschappelijk beschreven door Willsmore in 1911.